# Natriumdampflampe

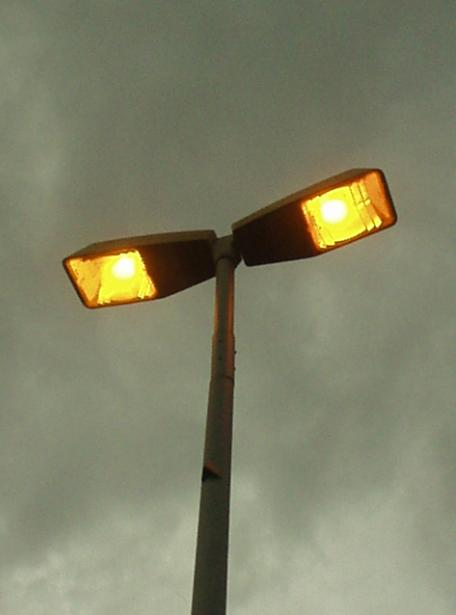
Natriumdampf-Hochdrucklampen im öffentlichen Bereich, erkennbar am orange-gelben Licht

Eine Natriumdampflampe ist eine Gasentladungslampe, welche zu der Gruppe der Metalldampflampen zählt und das namensgebende chemische Element Natrium verwendet. Typisch ist die durch das Natrium verursachte orange-gelbe Lichtfarbe. Es wird technisch zwischen den Niederdrucklampen mit höherer Lichtausbeute mit monochromatischem Licht und den Hochdrucklampen mit etwas niedrigerer Lichtausbeute unterschieden. Bei Letzteren werden neben Natriumdampf weitere Gase wie Xenon eingesetzt, welche das erzeugte Lichtspektrum erweitern.
Anders als Leuchtstofflampen, welche meist Quecksilberdampf und darauf aufbauend Gasmischungen verwenden, benötigen Natriumdampflampen keinen im Inneren des Glaskolben aufgebrachten fluoreszierenden Leuchtstoff. Bei der Natriumdampflampe erzeugt die Gasentladung direkt das sichtbare Licht, der Glaskolben ist üblicherweise klar ausgeführt. Dadurch wird der Wirkungsgrad deutlich erhöht, zumal das menschliche Auge im orange-gelben Farbbereich besonders empfindlich ist.

## Geschichte
Quecksilberdampflampen waren seit dem 19. Jahrhundert bekannt.
Neben Quecksilber fand auch Natrium Interesse wegen des relativ hohen Dampfdrucks für Metalldampflampen. 1919 erhielt Arthur H. Compton bei Westinghouse Electric in den USA das erste Patent für Natriumdampflampen. Allerdings wurde das verwendete Glas durch das aggressive Natrium angegriffen. Erst nach der Entwicklung eines Borglases konnte Compton Natriumdampflampen mit hoher Lichtausbeute herstellen.
Anfang der 1930er Jahre gab es erfolgreiche Entwicklungen von Marcello Pirani bei Osram in Deutschland. Die ersten kommerziellen Natrium-Niederdrucklampen wurden dann 1932 von Philips in den Niederlanden auf den Markt gebracht.
Es war bekannt, dass mit höherem Druck die Lichtausbeute gesteigert werden könnte. Als Problem erwies sich, dass es kein Glas gab, das der Kombination aus benötigtem hohen Druck, hoher Temperatur und des aggressiven Natriumdampfs standhalten konnte. Erst nachdem 1955 bei General Electric die transparente Keramik „Lucalox“
(englisch Translucent Aluminium Oxide ‚lichtdurchlässiges Aluminiumoxid‘) durch Robert L. Coble entwickelt worden war, konnten William Louden, Kurt Schmidt und Elmer Homonnay eine zuverlässige Natriumdampf-Hochdrucklampe herstellen, die Mitte der 1960er Jahre von General Electric auf den Markt gebracht wurde.

## Das Prinzip

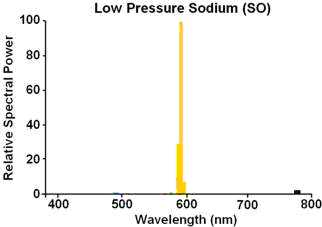
Spektralverteilung einer Niederdruck-Natriumdampflampe bei Wellenlänge von ca. 590 nm

Das recht monochromatische Licht (besonders von Niederdrucklampen) ermöglicht kaum Farbsehen. Allerdings ist das menschliche Kontrastsehen in diesem Bereich des Farbenspektrums hoch. Natriumdampflampen werden zur Nachtbeleuchtung von Verkehrswegen, öffentlichen Plätzen, Industriegeländen, auch auf militärischem Gelände eingesetzt. Das orangefarbene Licht lockt Insekten weniger an und ist aus Wartungs- und Umweltschutzgründen erwünscht.
Natriumdampflampen benötigen ein Vorschaltgerät und ein Zündgerät. Spezielle Natriumdampflampen – welche als Ersatz für Quecksilberdampf-Hochdrucklampen in der Straßenbeleuchtung entwickelt wurden – kommen ohne Zündgerät aus. Sie besitzen eine interne Zündeinrichtung, sind aber nur in kleineren Nennleistungen erhältlich.
Kalter Natriumdampf strahlt fast ausschließlich Licht der Wellenlängen 589,00 nm und 589,59 nm ab (Natrium-D-Linien, Natrium-Doppellinie), ist also fast monochrom. Photonen dieser Frequenz werden beim Übergang von Elektronen aus dem {\displaystyle 3^{2}P_{1/2}} oder {\displaystyle 3^{2}P_{3/2}} in den {\displaystyle 3^{2}S_{1/2}} Zustand des Natrium-Atoms ausgesandt. Das {\displaystyle 3^{2}P}-Niveau ist durch Spin-Bahn-Kopplung in zwei Unterniveaus aufgespalten.
Beim Kaltstart leuchten Natriumdampflampen durch die Dominanz des Startergases Neon rötlich. In diesem Zustand dominiert dessen Licht, da Natrium bei 20 °C nur einen Dampfdruck von 10−8 Pa hat. Erst die Entladung des Neongases erwärmt die Lampe stetig auf über 300 °C mit einem Dampfdruck von dann über 3 Pa, so dass erst nach einigen Minuten die Lichtfarbe durch das Natrium dominiert wird.
Heißer Natriumdampf strahlt auf Grund von zufälligen Zusammenstößen der Atome breitbandiger. Aus Sicht eines Beobachters bewegen sich die strahlenden Natriumatome entsprechend ihrer thermischen Bewegung zufällig in alle Richtungen.
Verwandte Prinzipien besitzen die Quecksilberdampflampe und die Xenon-Gasentladungslampe.
Nach den Verhältnissen im Innern des Leuchtrohres unterscheidet man zwischen Natriumdampf-Niederdrucklampen und Natriumdampf-Hochdrucklampen.

## Hochdrucklampe

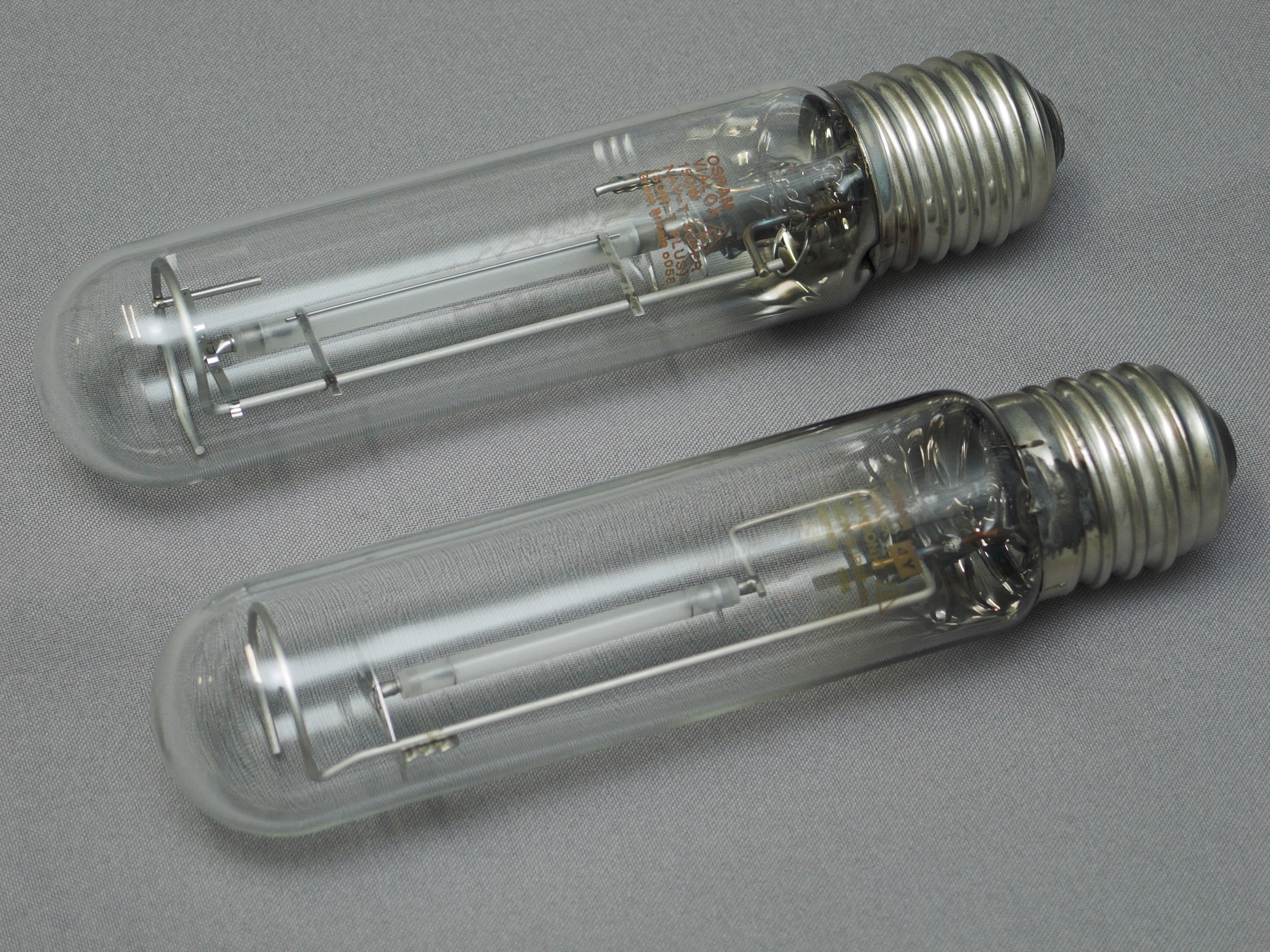
Zwei Natriumdampf-Hochdrucklampen mit E40-Gewinde und 100 bzw. 150 W Leistung

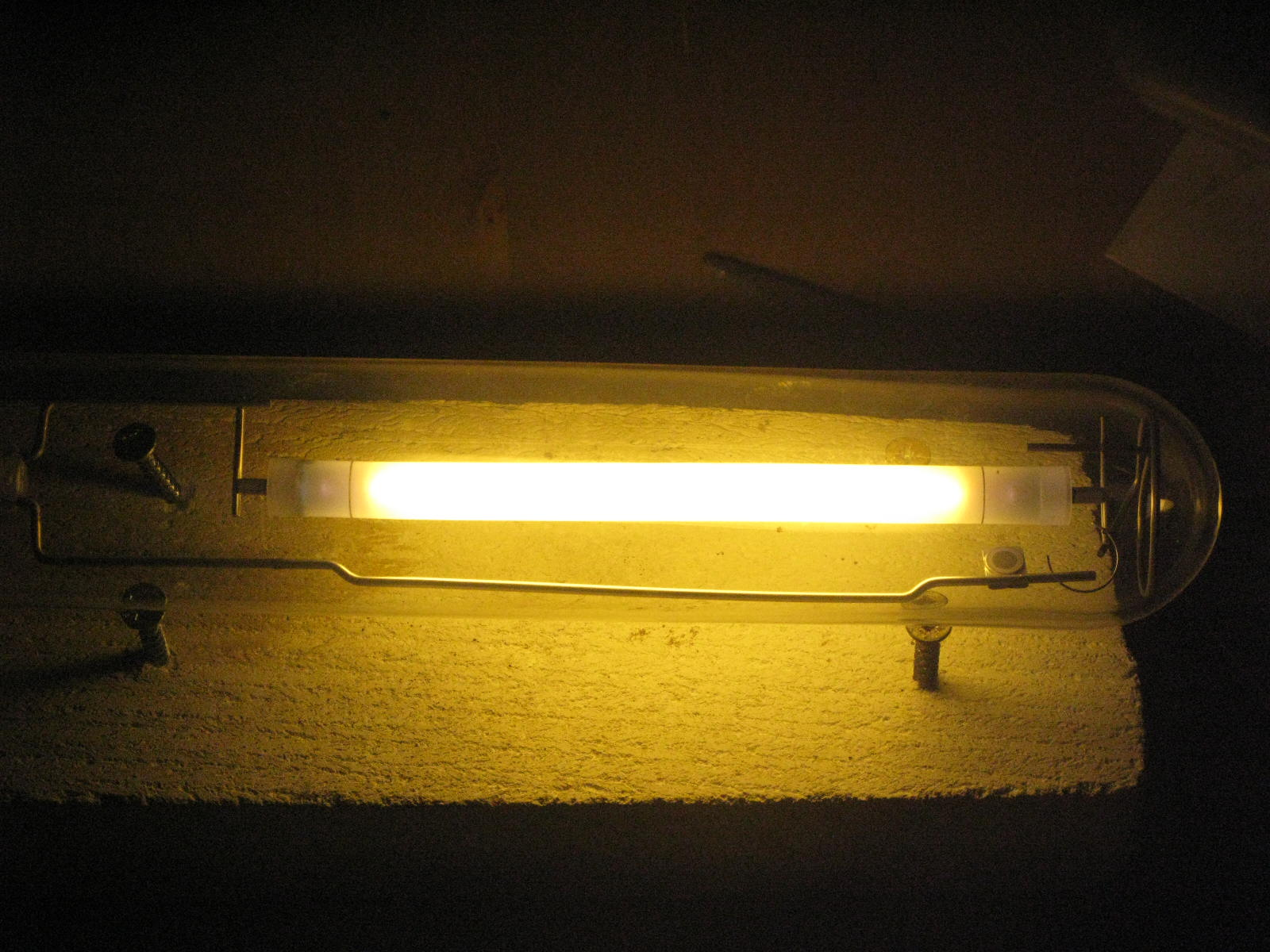
Im Inneren der Glasröhre der als dünner Zylinder ausgeführte Brenner aus Aluminiumoxid-Keramik

Die Natriumdampf-Hochdrucklampe (auch HS-Lampe genannt) hat eine Lichtausbeute zwischen 60 und 150 lm/W (Lumen pro Watt) und ist in Leistungen von 35 Watt bis 1000 Watt erhältlich. Für die Straßenbeleuchtung sind Leistungen von 50 bis 150 Watt üblich, bei letzterem liegt die Lichtausbeute bei ca. 120 lm/W. Diese Lampen verwenden intern Natriumamalgam. Durch Zugabe von bestimmten Edelgasen (meist Xenon) lässt sich bei dieser Lampenart ein gewisser Blau-Anteil erzielen und somit die Farbwiedergabe verbessern.
Natriumdampf-Hochdrucklampen bestehen aus einem mit Natrium und einem Edelgas gefüllten Entladungsgefäß (Brenner). Dieses befindet sich zur thermischen Isolation in einem evakuierten Glaskolben in Röhren- oder Ellipsoidform. Die Gasfüllung steht beim Betrieb der Lampe unter hohem Druck. Der Brenner besteht wegen der hohen Betriebstemperatur (ca. 1000 °C) aus hochreiner transparenter Aluminiumoxid-Keramik. Die Elektrodenanschlüsse bestehen aus Niob. Der Brenner wird durch starke Metalldrähte im Glaskolben fixiert, welche gleichzeitig der Stromzuführung dienen. Die Kontaktierung der Lampe mit dem Leuchtensockel erfolgt meistens über ein Edison-Gewinde in den Größen E27, E33 oder E40. Der schützende Glaskolben erreicht im Betrieb Temperaturen von über 300 °C. Zum Zünden wird eine Spannung von bis zu 5 kV benötigt.
Nach dem Zünden leuchten die Natrium-Hochdrucklampen zunächst nur schwach. Nach vier Minuten ist genug Natrium in der Gasphase, sodass die volle Helligkeit erreicht wird. Nach dem Ausschalten müssen die Lampen in der Regel auskühlen, bis der Innendruck abgesunken ist, bevor sie sich mit Standard-Zündgeräten wieder einschalten lassen. Es existieren Zündgerätvarianten in Form von Sofortzündgeräten oder Heißzündgeräten, die in der Lage sind, kurz zuvor ausgeschaltete Natrium-Hochdrucklampen zu zünden. Das Heißzündgerät hat Zündspannungen von über 30 kV, die auch die Entladungsstrecke einer heißen Natriumdampf-Hochdrucklampe ionisieren. Dieses Verfahren ist nur bei zweiseitig gesockelten Lampen möglich, um einen Überschlag zu vermeiden.
Die mittlere Lebensdauer wird mit 30.000 Betriebsstunden, in der Spitze mit 48.000 Betriebsstunden angegeben. Die meisten Hersteller geben zuweilen auch eine Lebensdauer von vier Jahren für ein definiertes Ein-/Ausschaltregime an, etwa bei Verwendung als Straßenbeleuchtung. Moderne Technologien mit Doppelbrenner haben sogar eine Lebensdauer von 12 Jahren in der Straßenbeleuchtung. Häufiges Ein- und Ausschalten verkürzt die Lebensdauer. Der Betriebsstrom muss durch die Wahl des richtigen Vorschaltgerätes eingehalten werden. Durch Dimmen der Natrium-Hochdrucklampen in der Straßenbeleuchtung mittels Stromregelung verlängert sich sogar die Lebensdauer gegenüber dem reinen Netzbetrieb.
Das Ende der Gebrauchsfähigkeit von Natriumdampf-Hochdrucklampen zeigt sich durch periodisches Verlöschen und Wiederzünden.
Diesen Vorgang nennt man „Blinken“ oder „Cycling“. Nach dem Zünden der Lampe steigt deren Brennspannung langsam an und erreicht aufgrund der gealterten Gasfüllung einen Wert, der die Netzspannungsversorgung übersteigt. Die Lampe erlischt. Nach der Abkühlung zündet die Lampe wieder und der Prozess startet erneut. Die Zyklusdauer liegt typischerweise im Bereich von 10 bis 15 Minuten. Um den daraus resultierenden Blinklichtbetrieb zu unterdrücken, verfügen spezielle Zündgeräte über eine automatische Cycling-Erkennung. Die Abschaltautomatik setzt ein und verhindert weitere Zündversuche, wenn die Lampe innerhalb von zwei Stunden bei ansteigender Brennspannung dreimal verloschen ist.

## Niederdrucklampe

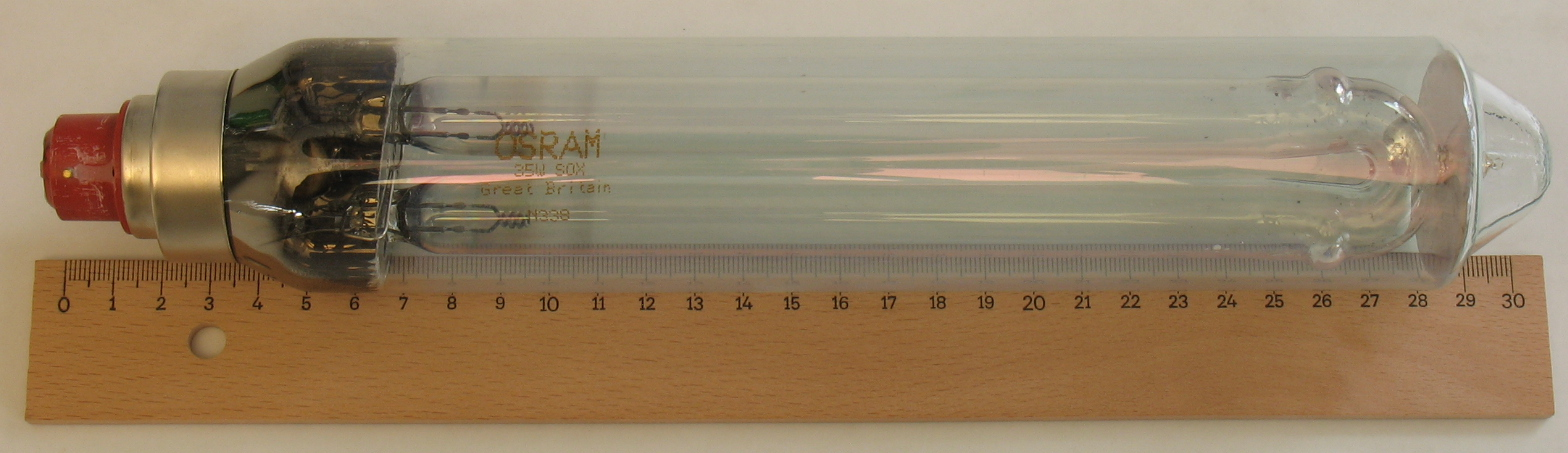
Natriumdampf-Niederdrucklampe, 35 Watt

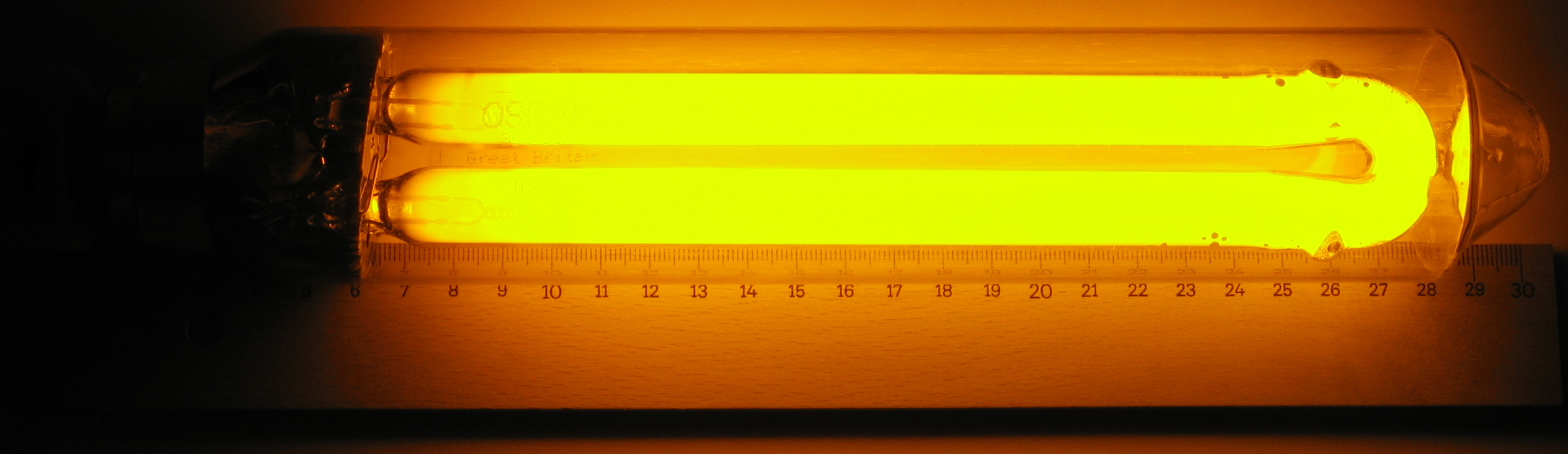
Natriumdampf-Niederdrucklampe in Betrieb

Natriumdampf-Niederdrucklampen (auch LS-, NA- oder SOX-Lampe genannt) gehören zu den effizientesten elektrischen Lichtquellen, die es derzeit gibt. Mit bis zu 206 lm/W ermöglichen sie eine effiziente und energiesparende Beleuchtung, die allerdings auf Grund ihres monochromatischen Charakters (Farbtemperatur 1800 K) nur dort eingesetzt werden kann, wo es nicht auf Farbtreue ankommt (Straßen, Kreuzungen, Industrieanlagen).
Ihre Betriebstemperatur ist deutlich geringer als die der Hochdrucklampe, außerdem wirkt ihr Licht rötlicher, mit einer Farbtemperatur von 1800 K gegenüber Hochdrucklampen mit 2000 K oder mehr. Zum Zünden reichen bereits Spannungen im Bereich von 1 kV, je nach Ausführung genügt auch die verfügbare Netzspannung. Nach einer Abkühlzeit von zwei Minuten kann erneut gezündet werden.
Natrium-Niederdrucklampen haben ein deutlich größeres Entladungsgefäß als Natrium-Hochdrucklampen, brauchen deshalb auch deutlich länger, um die volle Helligkeit zu erreichen. Meist sind sie als U-förmiges Rohr ausgeführt, welches sich in der schützenden Hülle eines Glaskolbens befindet. Dieser Hüllkolben ist oft mit einer infrarotreflektierenden Beschichtung versehen, die die Betriebstemperatur vor allem im Außenbereich hoch hält. Der Betriebsstrom wird durch entsprechende Vorschaltgeräte eingestellt.
Die markant gelben Na-Niederdrucklampen findet man dort, wo kein großer Anspruch auf Farbwahrnehmung besteht, etwa als Beleuchtung von Straßen, großen Plätzen, Höfen, Gefängnisaußenwänden oder zur farblichen Hervorhebung besonderer Stellen – wie Fußgängerübergängen oder Tunnel-Pannenbuchten –, um erhöhte Aufmerksamkeit zu bewirken.
Der Bajonettanschluss stellt die korrekte Lage der Lampe in der Leuchte sicher. Natriumdampf-Niederdrucklampen bis 55 W dürfen senkrecht (± 15°) mit der Fassung nach oben und horizontal (± 20°) betrieben werden; bei leistungsstärkeren Lampen ist nur ein horizontaler Betrieb (± 20°) möglich. Die korrekte Betriebslage verhindert eine Kondensation des Natriums an den Elektroden.
Die Leistungsspanne handelsüblicher SOX-Lampen beginnt bei 18 W (1800 lm) und endet bei 180 W (32.500 lm). In den 1980er Jahren kamen SOX-E-Lampen auf den Markt, deren Hauptmerkmal eine durch weniger Wärmeverluste weiter erhöhte Energieeffizienz ist. Die mittlere Lebensdauer (50 % Ausfallwahrscheinlichkeit) wird mit 18000 Stunden angegeben.

## Weitere Verwendungen

### Dunkelkammer
Natrium-Niederdrucklampen eignen sich als Dunkelkammerbeleuchtung bei Schwarzweiß-Positiv-Verarbeitung, da hier das monochromatische gelbe Licht zum Empfindlichkeitsminimum der fotografischen Schicht des Fotopapiers oder des Kopierfilms passt und eine besonders helle Dunkelkammerbeleuchtung möglich ist.
Zur Verarbeitung von Farbmaterialien werden ebenfalls Natrium-Niederdrucklampen verwendet, auch unter Ausnutzung einer Sensibilisierungslücke. Die Alternative sind speziell selektierte bernsteinfarbene Leuchtdioden.

### Filmmontage
Die Disney-Studios entwickelten in den 1960ern ein Verfahren zur Filmmontage, das die Unempfindlichkeit von Filmemulsionen (auch für den damaligen Farbfilm) ausnutzt und „Yellowscreen“ oder „Sodium vapor process“ genannt wurde. So konnten Schauspieler in einer Studioaufnahme vor einer mit Natriumdampflampen beleuchteten Mattscheibe agieren und eine Spezialkamera belichtete durch einen halbdurchlässigen Umlenkspiegel gleichzeitig zwei Filme. Der eine Film nahm die Szene selbst im gesamten Spektrum, das damaliger Farbfilm wiedergeben konnte, auf. Der zweite Film war ausschließlich für das schmale Spektralband der Natriumdampflampe empfindlich und erzeugte so eine sogenannte „Travelling Matte“, eine animierte Maske, die das standgenaue Einspielen eines Hintergrundbildes erlaubt.
Gegenüber Rückprojektionen hatte dieses Verfahren den Vorteil, dass die Szene besser ausgeleuchtet werden kann, ohne den Kontrast der eingespielten Hintergrundkulisse zu schwächen. Die damals ebenfalls bekannte Bluescreen-Technik erzeugte zu jener Zeit noch störende blaue Farbsäume an den Konturen zwischen Szene und Hintergrund, die beim Yellowscreen-Verfahren nicht auftreten. Mit der Verbesserung der Bluescreen-Technik verlor dieses Verfahren wegen des höheren Aufwands an Bedeutung. Namhafte Filme, in denen das Natriumdampflampen-Verfahren verwendet wurde, sind Mary Poppins und Alfred Hitchcocks Die Vögel.
Anders als bei moderneren Green- oder Bluescreens konnten mit dieser Methode auch feinste Details abgebildet werden, z. B. einen halb-durchsichtigen Gazeschleier als Teil eines Hutes, die auf einem Greenscreen grün leuchten würden. Die Technik wird heutzutage nicht mehr verwendet, auch weil die verwendete Kamera schlussendlich ein Unikat war.

### Pflanzenbeleuchtung
Natrium-Hochdruckdampflampen sind durch ihr Emissionsmaximum gut als Zusatzbelichtung (Assimilationslicht) im Zierpflanzenanbau unter Glas geeignet. Diese Lampen verfügen neben einer Verbreiterung der Na-Emissionslinien im gelben auch über Linien im roten Bereich. Da Photosynthese (abhängig von der Art) vor allem bei 670 nm stattfindet, ist dieser Lichtanteil im längerwelligen (roten) Bereich wichtig für die Nutzung.
Solche Lampen haben zum Beispiel bei einer Lampenleistung von 600 W eine Photonenausbeute von 1,73 μmol/s/W, eine Lichtausbeute von 150 lm/W, Farbwiedergabeindex Ra 25 und eine Lebensdauer B50 von 32.000 h.

### Verwendung im Theater
Die Natriumdampflampe wird auch im Theater als Effektlicht benutzt. Das fast völlige Verschwinden aller Farbigkeit bei ausschließlicher Beleuchtung mit Natriumdampflampen ist dabei ein beabsichtigtes Stilmittel. Auch das langsame Aufglühen aus der Dunkelheit mit seinem Farbverlauf ist gelegentlich als Stimmung nutzbar. Da das Natriumdampflicht je nach Vorschaltgerät nicht oder nur schlecht dimmbar ist, gibt es für die Leuchten verschiedene Aufsätze, welche mit Lamellen einen Ein- und Ausblendeffekt ermöglichen.